# Svarttjärnen (Ramsele socken, Ångermanland, 705983-151194)
Svarttjärnen är en sjö i Sollefteå kommun i Ångermanland och ingår i Ångermanälvens huvudavrinningsområde. Sjön har en area på 0,0965 kvadratkilometer och ligger 268,2 meter över havet.

## Delavrinningsområde
Svarttjärnen ingår i det delavrinningsområde (706015-151460) som SMHI kallar för Utloppet av Äxingen. Medelhöjden är 306 meter över havet och ytan är 29,68 kvadratkilometer. Det finns ett avrinningsområde uppströms, och räknas det in blir den ackumulerade arean 42,08 kvadratkilometer. Äxingsån som avvattnar avrinningsområdet har biflödesordning 4, vilket innebär att vattnet flödar genom totalt 4 vattendrag innan det når havet efter 151 kilometer. Avrinningsområdet består mestadels av skog (69 procent). Avrinningsområdet har 5,07 kvadratkilometer vattenytor vilket ger det en sjöprocent på 17,1 procent.